# NGC 4553
NGC 4553 ist eine linsenförmige Galaxie vom Hubble-Typ SB0-a im Sternbild Zentaur am Südsternhimmel. Sie ist schätzungsweise 132 Millionen Lichtjahre von der Milchstraße entfernt.

Das Objekt wurde am 22. April 1835 vom britischen Astronomen John Herschel mit einem 18-Zoll-Spiegelteleskop entdeckt.